# Moka Efti
 (juillet 2024).
La mise en forme du texte ne suit pas les recommandations de Wikipédia : il faut le « wikifier ».
Les points d'amélioration suivants sont les cas les plus fréquents. Le détail des points à revoir est peut-être précisé sur la page de discussion.
- Les titres sont pré-formatés par le logiciel. Ils ne sont ni en capitales, ni en gras.
- Le texte ne doit pas être écrit en capitales (les noms de famille non plus), ni en gras, ni en italique, ni en « petit »…
- Le gras n'est utilisé que pour surligner le titre de l'article dans l'introduction, une seule fois.
- L'italique est rarement utilisé : mots en langue étrangère, titres d'œuvres, noms de bateaux, etc.
- Les citations ne sont pas en italique mais en corps de texte normal. Elles sont entourées par des guillemets français : « et ».
- Les listes à puces sont à éviter, des paragraphes rédigés étant largement préférés. Les tableaux sont à réserver à la présentation de données structurées (résultats, etc.).
- Les appels de note de bas de page (petits chiffres en exposant, introduits par l'outil «  Source ») sont à placer entre la fin de phrase et le point final[comme ça].
- Les liens internes (vers d'autres articles de Wikipédia) sont à choisir avec parcimonie. Créez des liens vers des articles approfondissant le sujet. Les termes génériques sans rapport avec le sujet sont à éviter, ainsi que les répétitions de liens vers un même terme.
- Les liens externes sont à placer uniquement dans une section « Liens externes », à la fin de l'article. Ces liens sont à choisir avec parcimonie suivant les règles définies. Si un lien sert de source à l'article, son insertion dans le texte est à faire par les notes de bas de page.
- La présentation des références doit suivre les conventions bibliographiques. Il est recommandé d'utiliser les modèles {{Ouvrage}}, {{Chapitre}}, {{Article}}, {{Lien web}} et/ou {{Bibliographie}}. Le mode d'édition visuel peut mettre en forme automatiquement les références.
- Insérer une infobox (cadre d'informations à droite) n'est pas obligatoire pour parachever la mise en page.

Pour une aide détaillée, merci de consulter Aide:Wikification.
Si vous pensez que ces points ont été résolus, vous pouvez retirer ce bandeau et améliorer la mise en forme d'un autre article.
Moka Efti est le nom de deux restaurants berlinois emblématiques des années 1920 dirigés par Giánnis « Giovanni » Eftimiades, un commerçant d'origine grecque et possédant un passeport italien.
Le nom est dérivé des mots « Moka » pour le café grec et des deux premières syllabes de son nom de famille, Eftimiades.

## Moka Efti
Originaire d'Italie, Eftimiades s'installe à Berlin et ouvre un premier Moka Efti en mars 1926 au coin de la Leipziger Strasse et de la Friedrichstrasse.
Le Moka Efti est à la fois un café, une salle de danse et un restaurant de poissons. Il abrite aussi d'autres commerces, comme un salon de coiffure, un billard, une salle de jeu d'échecs et même un service de sténographie. Afin d'améliorer l'accès aux étages supérieurs du bâtiment, Eftimiades fait installer un escalator moderne.
Moka Efti devient rapidement le café le plus prospère de Berlin, servant jusqu'à 25 000 personnes. La nuit, il devient l'une des salles de danse les plus populaires de la capitale allemande.

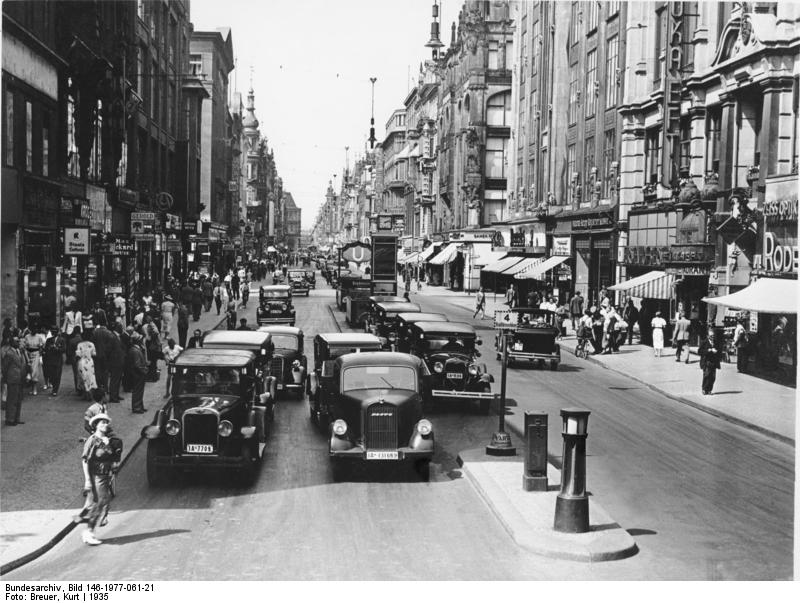
Le Moka Efti (à droite de l'image) sur la Friedrichstrasse, 1935

En 1933, Eftimiades vend ses parts dans l'entreprise à la Reform Kaffeehaus Gesellschaft, qui continue à la gérer comme salle de danse. En février 1934, le NSDAP le réserve pour un événement de propagande.
Dès 1938, la danse swing est interdite. Des panneaux indiquent dans le Moka Efti que des mesures fermes seront prises envers les contrevenants. En 1939, les organes de la Wehrmacht et du parti nazi lui emboîtent le pas en l'interdisant à leur tour.

## Moka Efti au Tiergarten

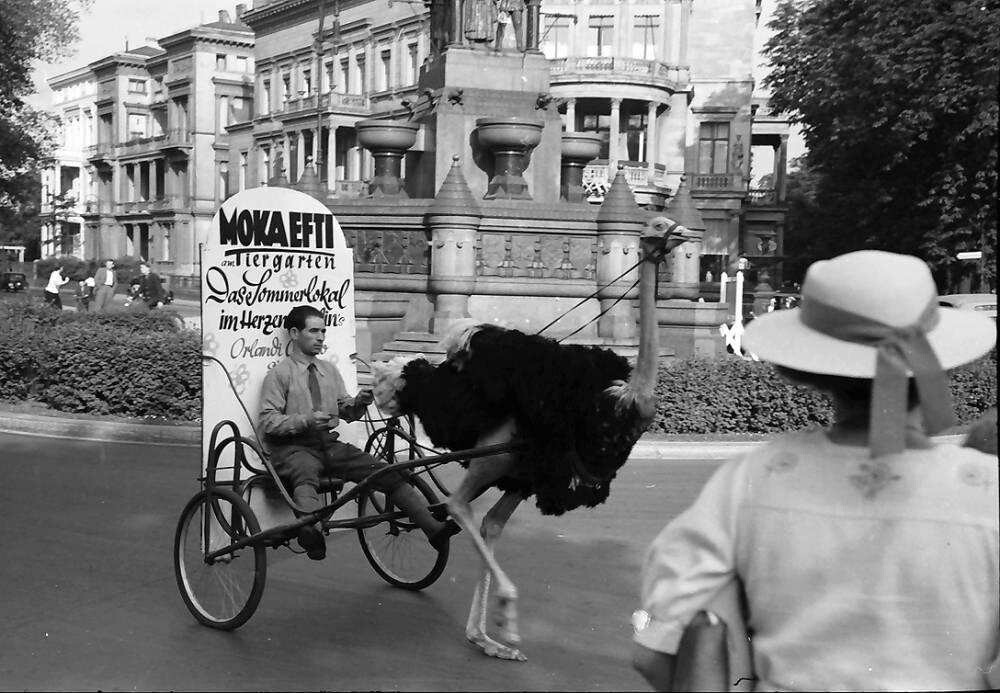
Publicité de rue avec une autruche, 1938

En 1933, Eftimiades reprend l'ancien Café Schottenhaml sur la Kemperplatz (1933-1945 : Skagerrakplatz ) dans ce qui était alors la Haus am Tiergarten à Viktoriastrasse.
Il fait construire un café de 1550 m2 avec une grande salle de danse au Tiergarten (qui signifie "zoo"). Le décor comprenait de nombreuses surfaces métalliques, des cascades et des oiseaux exotiques. Une publicité du Moka Efti montre notamment un sulky tiré par une autruche, passant devant la fontaine Roland . Le tango et le swing font alors partie du programme musical habituel.

## Fermeture et postérité
Les deux restaurants sont détruits lors d'un raid aérien allié en 1943. Après 1945, Eftimiades déménage à Francfort-sur-le-Main, où il est décède dans la pauvreté après avoir vainement tenté de s'implanter dans sa nouvelle ville comme éditeur. Par la suite, la marque « Moka Efti » est relancée en tant que marque de café italienne et comme groupe de musique (Orchestre Moka Efti).
Dans la série télévisée allemande Babylon Berlin, l'auditorium du cinéma Delphi à Berlin-Weißensee représente l'intérieur du Moka Efti. Cependant, le Moka Efti de la série se distingue du véritable café et de la salle de danse par son architecture et son activité de prostitution. La façade en verre du Moka Efti a été reconstituée par Uli Hanisch dans le studio de cinéma berlinois de Babelsberg.